# Bulbophyllum luteobracteatum
Bulbophyllum luteobracteatum là một loài phong lan thuộc chi Bulbophyllum.